# ПОС терминал
ПОС терминално устройство или ПОС терминал (от английския израз point of sale – „точка на покупко-продажба“) е устройство за приемане на преки безналични плащания с банкови карти. Посредством подобно устройство се осъществяват както стандартни трансакции, така и парични преводи. Предимството е, че операциите се извършват сравнително бързо, увеличава се броят на покупките и за разлика от плащането в брой, няма риск от допускане на грешка при броенето на парите.
ПОС терминалът е електронно устройство, предназначено за декодиране на информацията, съдържаща се в чип или магнитна лента. В същността си, ПОС терминалите са четци за карти, които могат да бъдат ръчни, безжични, свързани с кабел към компютър, или включени към цялостна ПОС система.
Традиционно, тези устройства разполагат с дисплей, клавиатура или сензорен панел, както и други важни функции, които позволяват на терминала взаимодейства с картата на клиента. ПОС терминалните устройва могат да са настолни (стационарни), мобилни (преносими устройства с вградена батерия) или за вграждане в други системи (устройства, които са част от по-голяма система).
С развитието на финтех технологиите в ПОС терминално устройсто вече може да се превърне и почти всеки по-модерен смартфон. Именно, заради такава технология, българска финтех компания печели международната награда за иновации на FinTech Breakthrough за 2021 г.

## Процеси
ПОС терминалът обработва плащания като „прочита“ информацията за картата, предава я на необходимите страни в потока на плащането и финализира трансакцията с положителен или отрицателен резултат.
Процесът се инициира чрез един от трите основни метода - разполагане на картата в устройството, прокарване на магнитната лента, или разчитане чрез чип, който позволява обработка на безконтактни трансакции. В допълнение, ПОС терминалите, които могат да приемат безконтактни плащания, предоставят и възможност за обработка на трансакции чрез цифрови портфейли. Нужно е само мобилното устройство с включен цифров портфейл да бъде позиционирано до определената зона на четеца.
Чипът и магнитната лента, в кредитните и дебитните карти, позволяват на ПОС терминала да предаде информация към различни участници в трансакцията, а именно, банката издател, доставчика на финансови услуги и картовата схема.

## История
Преди разработването на ПОС терминалите, търговците са разчитали на ръчни импринтери, за да запишат информацията от банковата карта върху хартиена разписка, която е била физически обработвана в банка.
Терминалите в системите за покупко-продажба се появяват през 1979 г., когато Visa представя първия електронен терминал за обработка на данни. През същата година, за първи път към банковите карти са добавени магнитни ленти, като това позволява информацията от картата да бъде разчетена по електронен път.
Първоначално, данните са се разчитали от магнитната лента на гърба на картата, като за целта, картата се прокарва през терминала. В края на 90-те години на ХХ век, към картите и терминалите е добавен и вграден електронен чип. Това се прави с цел по-голяма сигурност и изисква картата да бъде поставена в терминала, за да бъде разчетена.
В края на 90-те години и началото на 2000 г. е зората на безконтактните платежни системи, като в този период, към ПОС терминалите е добавена функционалността да четат карти с помощта на технологията NFC (Near-Field Communication).
Една от първите компании, които произвеждат специализирани терминали за плащане, е Verifone. Тя стартира през 1981 г. в Хавай като малка компания за електроника. През 1983 г. те представят серията терминали ZON, която се превръща в стандарт за съвременните ПОС терминали.
През 1982 г., компанията Hypercom започва да произвежда специализирани терминали за плащане. Компанията подписва договор с American Express за предоставяне на терминалите си за тях в САЩ.
Повече от десетилетие по-късно, през 1994 г., в Израел е създадена компанията Lipman Electronic Engineering, Ltd. Lipman произвежда линията терминали Nurit. Въпреки че Lipman държи около 10% дял в традиционните терминали, в края на 90-те години на миналия век, те са безспорен лидер с повече от 95% дял в терминалите за безжична обработка.
През 2006 г., Verifone придобива придобива Lipman, а през 2011 г. - платежната част от бизнеса на Hypercom, включително нейната марка.
През 1984 г., основателите на Ingenico, Жан-Жак Путрел и Мишел Малуитр, разработват първия си ПОС терминал. През 2001 г. те придобиват базираните във Франция - Bull и в Обединеното кралство - De La Rue, както и германската Epos.

## Допълнителни функции
Различните видове ПОС терминали предлагат допълнителни функции, част от които включват модерни технологични решения.
- Високочувствителни многоточкови сензорни екрани
- Възможност за работа в мрежа чрез Wi-Fi връзка и Bluetooth
- Термични принтери за бележки с възможност за персонализиране
- Цифрово издаване на бележки чрез SMS и имейл
- Заявки за плащане директно от ПОС терминала
- Възможност за издаване на парични възстановявания
- Допълнителна функционалност за бакшиши

## Алтернативи
Търговецът може да замени функционалността на ПОС терминала с помощта на приложение за приемане на плащания, работещо на компютър или мобилно устройство, като например смартфон. Приложенията от този тип са наречени софтПОС или Tap-on-phone. Все повече мобилни устройства се предлагат с вградена RFID или NFC технология, за да могат да приемат безконтактни методи за плащане без да е необходим допълнителен външен хардуер.
Някои финансови институции предлагат виртуален ПОС терминал за обработка на плащания без да е необходим физически контакт с картата, например при приемане на плащания по телефона.